# Edmond Cathenis
Edmond Antoine Cathenis (Chênée, 28 april 1922 - Grivegnée, 1 januari 1976) was een Belgisch senator.

## Levensloop
Elektricien van beroep, werd hij tijdens de Tweede Wereldoorlog verplicht tewerkgesteld in Duitsland. Hij ontsnapte, trad toe tot het verzet en werd in 1944 oorlogsvrijwilliger bij de Brigade Piron. Na de oorlog ging hij aan de slag bij de fabriek Englebert, werd syndicaal afgevaardigde voor de FGTB en socialistisch militant.
Voor de PSB was Cathenis van 1958 tot aan zijn dood gemeenteraadslid van Grivegnée, waar hij van 1962 tot 1976 schepen was. Hij was er onder meer de initiatiefnemer van een overdekte tenniscourt en polyvalente sportzaal. Voorts was hij gedelegeerd beheerder bij de intercommunale elektriciteitsmaatschappij Association liégeoise d’Électricité.
Van 1968 tot aan zijn dood in 1976 zetelde hij eveneens in de Senaat: van 1968 tot 1971 als provinciaal senator voor Luik en van 1971 tot aan zijn dood als rechtstreeks gekozen senator voor het arrondissement Luik. In de Senaat zetelde hij in de commissie Openbare Werken, Ruimtelijke Ordening en Huisvesting en de commissie Arbeid, Tewerkstelling en Sociale Voorzorg. Door de toen bestaande dubbelmandaten was hij ook lid van de Franse Cultuurraad (1971-1976) en de voorlopige Waalse Gewestraad (1974-1976). Na zijn overlijden werd hij als parlementslid opgevolgd door Servais Thomas.
Er is in Luik-Grivegnée een Square Edmond Cathenis en een Salle Omnisport Edmond Cathenis.